# Det er Knud, som er død
"Det er Knud, som er død" er et digt af Tom Kristensen som mindeord om polarforskeren Knud Rasmussen ved hans død 21. december 1933. Digtet blev bragt i Politiken 22. december 1933 samt i samlingerne Mod den yderste rand (1936) og Digte i Døgnet (1939). Det er et af Kristensens mest kendte digte, der i 2006 blev optaget i kulturkanonen som en del af lyrikantologien.
Digtet blev i 2012 sat i musik og indspillet af gruppen The Minds of 99. Peter Belli indspillede en version af The Minds of 99's nummer på Som boblerne i bækken (2016).